# Райне
Райне (нем. Rheine) — город в Германии, в земле Северный Рейн-Вестфалия.
Подчинён административному округу Мюнстер. Входит в состав района Штайнфурт.  Население составляет 73 484 человек (на 31 декабря 2013 года). Занимает площадь 145,08 км². Официальный код  —  05 5 66 076.